# Andrea Niccoli
Andrea Niccoli (Firenze, 9 luglio 1862 – Montecatini, 25 giugno 1917) è stato un attore teatrale italiano.

Dopo l'esordio in compagnie filodrammatiche, entrò nella compagnia di Cesare Rossi, quindi in quella di Enrico Belli-Blanes, per approdare infine nella compagnia di Alceste Corsini dal quale apprese la caratterizzazione di Stenterello. Nella compagnia di Alceste Corsini, Andrea Niccoli conobbe Garibalda Landini (1863-1929)

Garibalda Landini

, figlia dello Stenterello Raffaello Landini, che divenne sua moglie. Attratto in seguito dal teatro vernacolo di Augusto Novelli e Ferdinando Paolieri, ne divenne il principale interprete con la sua Compagnia del teatro fiorentino, fondata insieme alla moglie.
Anche il figlio di Andrea Niccoli e Garibalda Landini, Raffaello Niccoli (1891-1952) intraprese la carriera di attore.